# Тауер-Сіті (Пенсільванія)
Тауер-Сіті (англ. Tower City) — місто (англ. borough) в США, в окрузі Скайлкілл штату Пенсільванія. Населення — 1419 осіб (2020).

## Географія
Тауер-Сіті розташований за координатами 40°35′18″ пн. ш. 76°33′11″ зх. д. / 40.58833° пн. ш. 76.55306° зх. д. (40.588434, -76.553074).  За даними Бюро перепису населення США в 2010 році місто мало площу 0,81 км², уся площа — суходіл.

## Демографія
Згідно з переписом 2010 року, у селищі мешкало 1346 осіб у 566 домогосподарствах у складі 371 родини. Густота населення становила 1652 особи/км².  Було 644 помешкання (791/км²).
Расовий склад населення:
| - 98,1 % — білих - 0,4 % — корінних американців - 0,3 % — чорних або афроамериканців - 0,1 % — азіатів |

До двох чи більше рас належало 0,7 %. Частка іспаномовних становила 1,3 % від усіх жителів.
За віковим діапазоном населення розподілялося таким чином: 21,5 % — особи молодші 18 років, 62,5 % — особи у віці 18—64 років, 16,0 % — особи у віці 65 років та старші. Медіана віку мешканця становила 40,0 року. На 100 осіб жіночої статі у селищі припадало 100,0 чоловіків;  на 100 жінок у віці від 18 років та старших — 94,8 чоловіків також старших 18 років.
Середній дохід на одне домашнє господарство  становив 52 356 доларів США (медіана — 46 507), а середній дохід на одну сім'ю — 59 712 долари (медіана — 55 313). Медіана доходів становила 37 273 долари для чоловіків та 35 781 долар для жінок. За межею бідності перебувало 10,8 % осіб, у тому числі 16,1 % дітей у віці до 18 років та 7,1 % осіб у віці 65 років та старших.
Цивільне працевлаштоване населення становило 579 осіб. Основні галузі зайнятості: виробництво — 23,7 %, освіта, охорона здоров'я та соціальна допомога — 14,9 %, публічна адміністрація — 10,5 %, роздрібна торгівля — 10,2 %.